# Осипов, Сергей Александрович (Герой Советского Союза)
Серге́й Алекса́ндрович О́сипов (18 (31) декабря 1912, Рига, Российская империя — 5 июля 1976, Ленинград, СССР) — советский военный моряк-катерник, в годы Великой Отечественной войны командир 4-го дивизиона торпедных катеров бригады торпедных катеров Балтийского флота, на счету которого   самый крупный из немецких боевых кораблей, потопленных советским надводным флотом. Герой Советского Союза (3.04.1942). Контр-адмирал (31.05.1954).

## Молодость и начало флотской службы
Родился 18 (31) декабря 1912 года в Риге. По национальности — русский. Окончил 7 классов и школу ФЗУ в Харькове. Работал слесарем на заводе «Серп и молот» в Харькове.
В Военно-Морском Флоте с октября 1931 года. В июне 1936 года окончил Военно-морское училище имени М. В. Фрунзе. С июня 1936 года служил на Балтийском флоте штурманом 3-го дивизиона бригады торпедных катеров.
В апреле 1937 — марте 1938 года участвовал в боевых действиях в Испании в должности командира катера на стороне республиканского флота, а также в штабе военно-морского советника. Был награждён орденом Красного Знамени.
После возвращения из Испании с апреля 1938 года командовал отрядом бригады торпедных катеров на Балтийском флоте. 14 июля 1938 года был арестован, репрессирован и уволен с флота. Следственное дело в его отношении прекращено в январе 1939 года, однако на свободу он выпущен был только в феврале 1939 года. 
В мае 1939 года восстановлен в кадрах Военно-Морского Флота. С июня 1939 года — командир 3-го отряда 3-го дивизиона бригады торпедных катеров Балтийского флота.
Участник советско-финляндской войны 1939—1940 годов с декабря 1939 года в должности командира отряда торпедных катеров Лиепайской военно-морской базы.

## Великая Отечественная война
Участник Великой Отечественной войны: в июне — сентябре 1941 года — командир отряда торпедных катеров Лиепайской военно-морской базы, в сентябре — декабре 1941 года — командир 2-го отряда 4-го дивизиона, в декабре 1941 — ноябре 1942 года — командир 2-го дивизиона, в ноябре 1942 — апреле 1943 года — командир 4-го дивизиона, с апреля 1943 года — командир 1-го (с февраля 1944 года — 1-го гвардейского) дивизиона бригады торпедных катеров Балтийского флота (БТКА КБФ).
26 июля 1941 года катера вступили в неравный бой с караваном вражеских судов в 26 вымпелов и потопили 2 миноносца, транспортный и сторожевой корабли.
Через пять дней 4 катера пошли в атаку против 5 вражеских миноносцев, 2 из них были потоплены, один повреждён. 13 сентября 1941 года дерзкой атакой были пущены на дно 3 вражеских транспорта общим водоизмещением 20 000 т, на которых находилось не менее 1500 солдат. Катерники сорвали намечавшуюся фашистами высадку десанта на остров Эзель (Сааремаа).
27 сентября 1941 года 4 катера днём атаковали большую группу кораблей противника (крейсер, лидер, 5 миноносцев), шедшую под прикрытием 5 самолётов. Под ураганным огнём корабельной артиллерии врага катера потопили крейсер, 2 миноносца и подорвали лидер. Небольшая группа торпедных катеров С. А. Осипова за короткий срок нанесла большой урон врагу: сбила 2 самолёта, потопила 5 миноносцев, 4 транспорта и 2 торпедных катера. Кроме того, на выставленных катерами минах подорвались и получили повреждения 2 миноносца и один сторожевой корабль противника.
Указом Президиума Верховного Совета СССР «О присвоении звания Героя Советского Союза начальствующему составу Военно-морского флота» от 3 апреля 1942 года за «образцовое выполнение боевых заданий командования на фронте борьбы с немецкими захватчиками и проявленные при этом отвагу и геройство» удостоен звания Героя Советского Союза с вручением ордена Ленина и медали «Золотая Звезда» (№ 527).
После получения высшей награды Родины продолжил активно участвовать в боях до самой Победы. Катера под командованием С. А. Осипова в условиях сильного противодействия противника потопили в 1941—1943 годах 27 кораблей и судов противника, провели 54 активные минные постановки. В 1944 году дивизион под его командованием успешно провёл 16 минных постановок и 7 торпедных атак на коммуникациях противника в Нарвском и Выборгском заливах, в результате которых были потоплены 14 кораблей и судов противника, за что С. А. Осипов был награждён орденом Ушакова 2-й степени (№ 3). При этом в 4-х атаках С. А. Осипов участвовал лично. Руководил дивизионом торпедных катеров в бою с немецкими миноносцами у острова Нерва 20 июня 1944 года, когда был потоплен немецкий миноносец «Т-31».
С началом наступления наших войск на южном берегу Финского залива катерники дивизиона участвовали во всех десантных операциях 1944—1945 годов на материк и острова Моондзунского архипелага. 26 апреля 1945 года С. А. Осипов лично руководил высадкой с торпедных катеров десанта на косу Фрише-Нерунг для ликвидации остатков разгромленной земландской группировки противника. При принятии капитуляции немецкого гарнизона в городе Лиепая 9 мая 1945 года С. А. Осипов вошёл в эту военно-морскую базу на головном катере.
В 1944 году командир 1-го гвардейского дивизиона торпедных катеров КБФ гвардии капитан 3-го ранга С. А. Осипов был представлен к званию дважды Героя Советского Союза за 14 потопленных и 9 повреждённых с января по июнь 1944 года немецких и финских кораблей, но данное награждение не состоялось (по тексту наградного листа количество уничтоженных кораблей противника исправлено, на листе имеется штамп «Отказано»). В июне 1945 года вновь был представлен к званию дважды Героя и опять оно ему не было присвоено; опубликованный в ОБД Память народа наградной лист интересен тем, что содержит данные о результатах боевой работы в 1944 году: за этот год Осипов лично участвовал в 4 групповых торпедных атаках, и по советским данным в них были потоплены 1 миноносец, 5 сторожевых кораблей, 3 тральщика и 2 транспорта, а также повреждены 1 тральщик, 1 быстроходная десантная баржа, 4 сторожевых катера.

## Послевоенная служба
После войны продолжал службу в ВМФ и командовал дивизионом до декабря 1946 года, когда убыл на учёбу.
В 1949 году окончил Военно-морскую академию имени К. Е. Ворошилова. С декабря 1949 года — командир Печенгской военно-морской базы Северного флота. С октября 1951 года — командир 185-й бригады торпедных катеров Северного флота, с декабря 1953 года — командир 41-й дивизии торпедных катеров Черноморского флота. 31 мая 1954 года получил звание контр-адмирал. С декабря 1955 года — в распоряжении Главнокомандующего ВМФ СССР.
С февраля 1956 года — начальник спецфакультета Военно-морской академии.
С декабря 1958 года контр-адмирал С. А. Осипов — в запасе по болезни.
Жил в Ленинграде. Автор мемуаров. Умер 5 июля 1976 года. Похоронен на Большеохтинском кладбище Ленинграда.

## Награды
- Медаль «Золотая Звезда» (3.04.1942);
- два ордена Ленина (3.04.1942, 1954);
- четыре ордена Красного Знамени (2.03.1938, 30.09.1944, 19.05.1945, 1951);
- Орден Ушакова II степени (26.06.1944);
- Орден Отечественной войны I степени (16.09.1943);
- орден Красной Звезды (1946);
- медаль «За боевые заслуги» (1944);
- медаль «За оборону Ленинграда»;
- другие медали СССР.

## Сочинения
- Подвиг катерников-балтийцев. — Л., 1961.
- Боевые катера. — М., 1971. (в соавторстве)
- С кратчайшей дистанции. // «Морской сборник». — 1975. — № 11. — С.85-87.

## Память
- Именем С. А. Осипова назван танкер снабжения Краснознамённого Северного флота.
- Имя Героя Советского Союза увековечено в мемориале «Воинам-катерникам» в Севастопольской гавани города Балтийска.